# Protótipo
Protótipo do Controle do GameCube.
Protótipo é um produto de trabalho da fase de testes e/ou planejamento de um projeto.
O termo protótipo é usado em uma variedade de contextos, incluindo semântica, design, eletrônica e programação de software. Um protótipo é geralmente usado para avaliar um novo design para aumentar a precisão por analistas de sistema e usuários. A prototipagem serve para fornecer especificações para um sistema real e funcional, ao invés de um sistema teórico.
Em alguns modelos de fluxo de trabalho de design, a criação de um protótipo (um processo às vezes chamado de materialização) é a etapa entre a formalização e a avaliação de uma ideia.

## Tipos
Os protótipos exploram diferentes aspectos de um projeto pretendido:
- Um protótipo de prova de princípio serve para verificar alguns aspectos funcionais importantes do projeto pretendido, mas geralmente não tem toda a funcionalidade do produto final.[6]
- Um protótipo funcional representa toda ou quase toda a funcionalidade do produto final.[7]
- Um protótipo visual representa o tamanho e a aparência, mas não a funcionalidade, do design pretendido. Um protótipo de estudo de forma é um tipo preliminar de protótipo visual no qual as características geométricas de um projeto são enfatizadas, com menos preocupação com cor, textura ou outros aspectos da aparência final.[8]
- Um protótipo de experiência do usuário representa o suficiente da aparência e da função do produto para que ele possa ser usado para pesquisa do usuário.[9]
- Um protótipo funcional captura a função e a aparência do design pretendido, embora possa ser criado com técnicas diferentes e até mesmo escala diferente do design final.[10][11]
- Um protótipo de papel é uma representação impressa ou desenhada à mão da interface do usuário de um produto de software. Esses protótipos são comumente usados para testes iniciais de um projeto de software e podem fazer parte de um passo a passo de software para confirmar decisões de projeto antes que níveis mais dispendiosos de esforço de projeto sejam gastos.[12]

## Características e limitações dos protótipos
Engenheiros e especialistas em prototipagem buscam entender as limitações dos protótipos para simular exatamente as características de seu projeto pretendido.

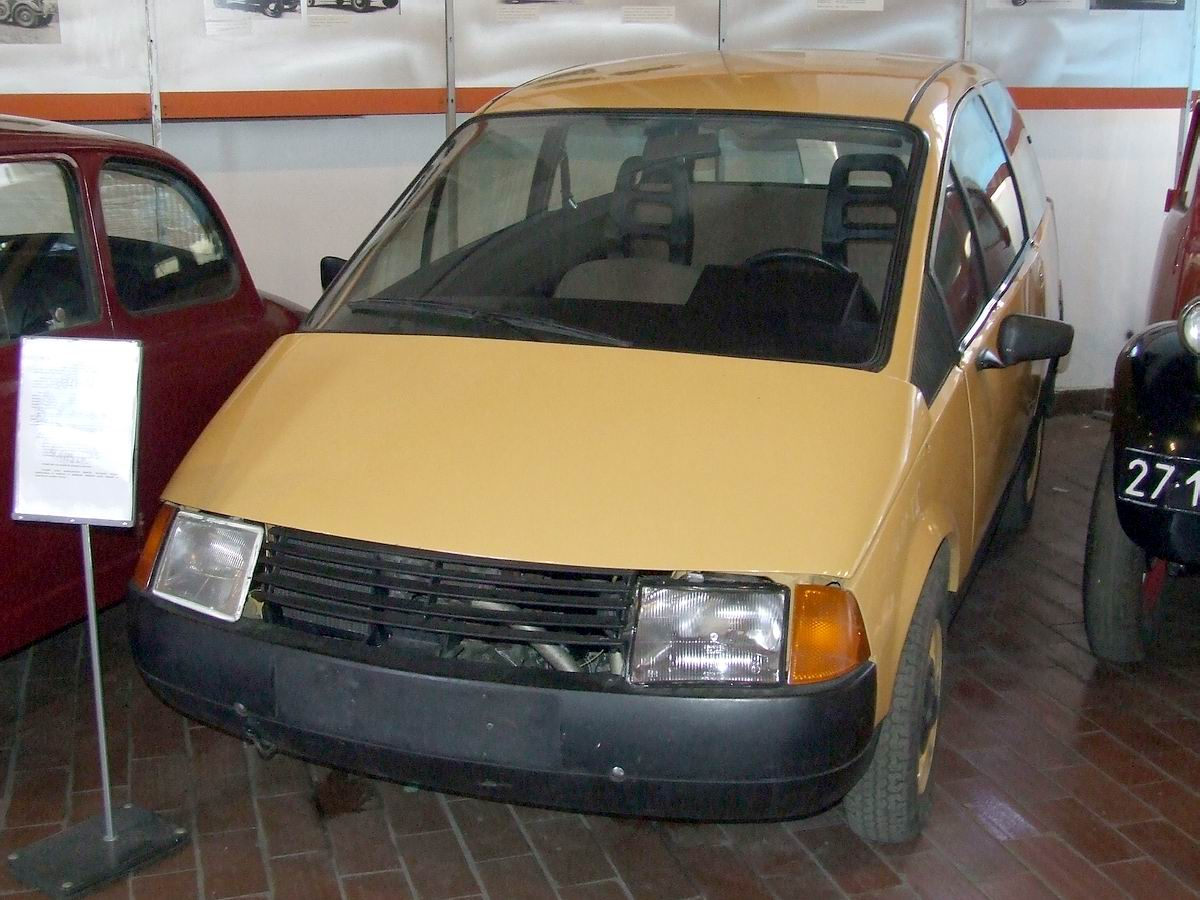
Um protótipo do carro hatchback econômico polonês Beskid 106 projetado na década de 1980

É importante reconhecer que, por sua própria natureza, os protótipos representam algum comprometimento do projeto final de produção. Isso se deve não apenas à habilidade e escolhas do(s) designer(s), mas às inevitáveis limitações inerentes de um protótipo devido à "relação mapa-território". Assim como um mapa é uma abstração reduzida que representa um território real muito mais detalhado, ou "o menu representa a refeição", mas não pode capturar todos os detalhes do alimento real entregue: um protótipo é uma aproximação necessariamente inexata e limitada de um produto final "real".
Além disso, os protótipos fazem escolhas e compensações deliberadas e não intencionais por razões que vão desde economia de custo/tempo até o que consideram aspectos "importantes" versus "triviais" para focar a atenção e a execução do projeto. Devido a diferenças nos materiais, processos e fidelidade de design, é possível que um protótipo não tenha um desempenho aceitável, embora o design de produção possa ter sido sólido. Por outro lado, e de forma um tanto contraintuitiva: os protótipos podem realmente ter um desempenho aceitável, mas o design e o resultado da produção podem não ser bem-sucedidos, já que os materiais e processos de prototipagem podem realmente superar seus equivalentes de produção.
Em geral, pode-se esperar que os custos individuais dos protótipos sejam substancialmente maiores do que os custos finais de produção devido a ineficiências em materiais e processos. Protótipos também são usados para revisar o projeto com o objetivo de reduzir custos através de otimização e refinamento.
É possível usar testes de protótipo para reduzir o risco de que um projeto pode não funcionar como pretendido, no entanto, os protótipos geralmente não podem eliminar todos os riscos. Existem limitações pragmáticas e práticas à capacidade de um protótipo corresponder ao desempenho final pretendido do produto e são frequentemente necessárias algumas concessões e juízos de engenharia antes de avançar com um projeto de produção.
Construir o projeto completo geralmente é caro e pode ser demorado, especialmente quando repetido várias vezes – construindo o projeto completo, descobrindo quais são os problemas e como resolvê-los e, em seguida, construindo outro projeto completo. Como alternativa, técnicas de prototipagem rápida ou desenvolvimento rápido de aplicações são usadas para os protótipos iniciais, que implementam parte, mas não todos, do projeto completo. Isso permite que os designers e fabricantes testem de forma rápida e barata as partes do projeto que têm maior probabilidade de ter problemas, resolvam esses problemas e, em seguida, construam o projeto completo.
Essa ideia contraintuitiva – de que a maneira mais rápida de construir algo é, primeiro, construir outra coisa – é compartilhada por andaimes e pela regra do telescópio de Thomson.

## Modelagem em escala

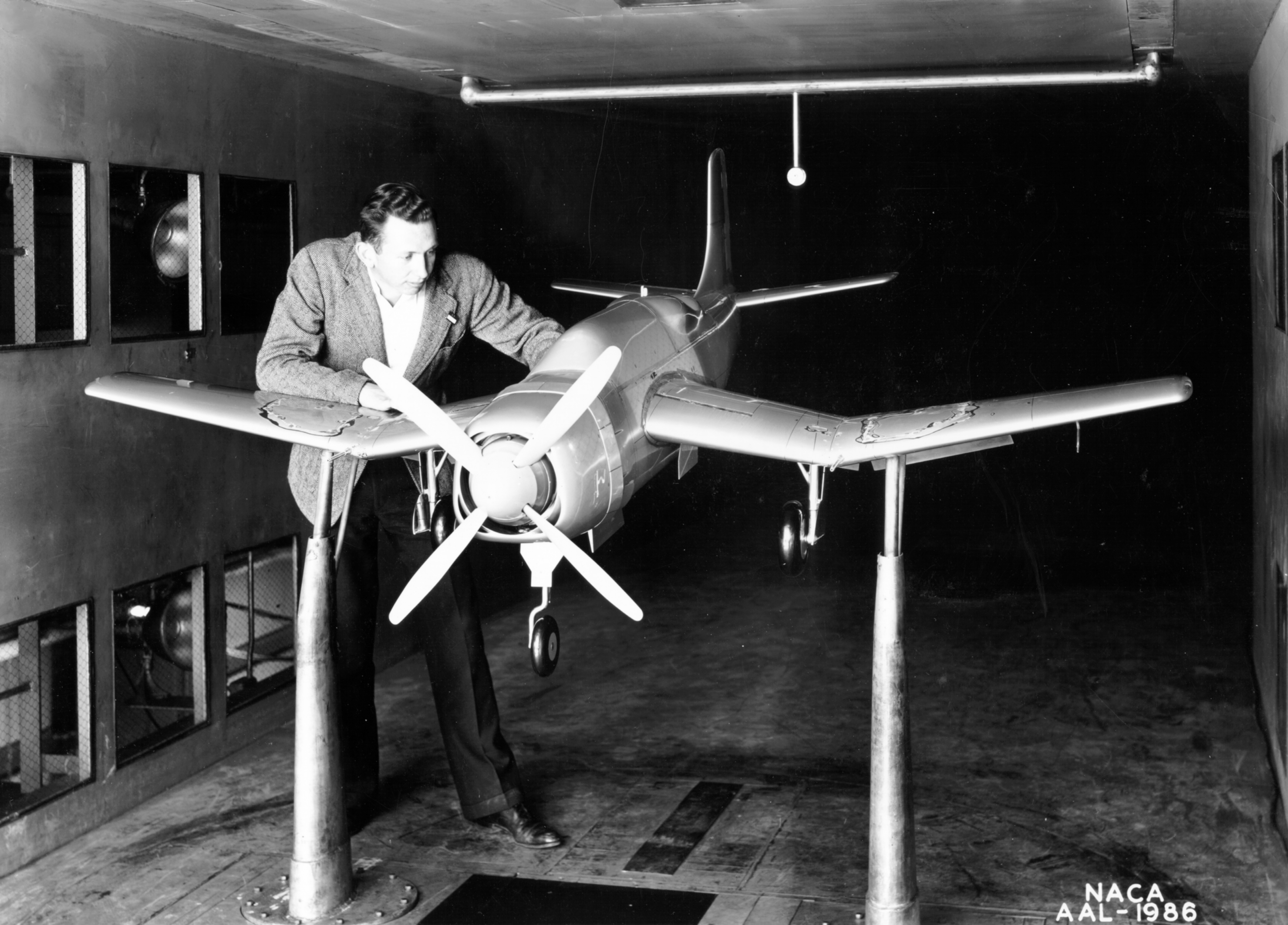
Modelo em escala de um contratorpedeiro Douglas SB2D em túnel de vento para teste

No campo da modelagem em escala (que inclui modelagem de ferrovias, modelagem de veículos, modelagem de aviões, modelagem militar, etc.), um protótipo é a base ou fonte do mundo real para um modelo em escala – como a locomotiva EMD GP38-2 real – que é o protótipo do modelo de locomotiva da Athearn (entre outros fabricantes). Tecnicamente, qualquer objeto não vivo pode servir como um protótipo para um modelo, incluindo estruturas, equipamentos e eletrodomésticos, e assim por diante, mas geralmente protótipos passaram a significar veículos do mundo real em tamanho real, incluindo automóveis (o protótipo 1957 Chevy gerou muitos modelos), equipamentos militares (como M4 Shermans, um favorito entre os modeladores militares dos EUA), equipamentos ferroviários, caminhões motorizados, motocicletas e naves espaciais (do mundo real, como Apollo/Saturn Vs, ou a ISS). A partir de 2014, máquinas de protótipos rápidos básicos (como impressoras 3D) custavam cerca de US$ 2 000, mas máquinas maiores e mais precisas podem custar até US$ 500 000.

## Programação de computadores e ciência da computação
O software protótipo é muitas vezes referido como grau alfa, o que significa que é a primeira versão a ser executada. Muitas vezes apenas algumas funções são implementadas, o foco principal do alfa é ter um código base funcional no qual os recursos podem ser adicionados. Uma vez que o software de grau alfa tem a maioria dos recursos necessários integrados nele, ele se torna um software beta para testar todo o software e ajustar o programa para responder corretamente durante situações imprevistas durante o desenvolvimento.
Muitas vezes, os usuários finais podem não ser capazes de fornecer um conjunto completo de objetivos de aplicativo, requisitos detalhados de entrada, processamento ou saída no estágio inicial. Após a avaliação do usuário, outro protótipo será construído com base no feedback dos usuários, e novamente o ciclo retorna para a avaliação do cliente. O ciclo começa ouvindo o usuário, seguido pela criação ou revisão de uma maquete e permitindo que o usuário teste o mock-up e, em seguida, vice-versa. Existe agora uma nova geração de ferramentas chamadas Application Simulation Software que ajudam a simular rapidamente a aplicação antes do seu desenvolvimento.
A programação extrema usa design iterativo para adicionar gradualmente um recurso de cada vez ao protótipo inicial.

## Arquitetura
Em arquitetura, prototipagem refere-se à criação de modelos arquitetônicos (como forma de modelagem em escala) ou como parte de experimentação estética ou material, como o centro de prototipagem de material de código aberto Forty Wall House na Austrália.
Protótipos de arquitetos para testar ideias estruturalmente, esteticamente e tecnicamente. Se o protótipo funciona ou não é o foco principal: a prototipagem arquitetônica é o processo revelador através do qual o arquiteto ganha insight.

## Ciências naturais
Em muitas ciências, da patologia à taxonomia, protótipo refere-se a uma doença, espécie, etc., o que constitui um bom exemplo para toda a categoria. Em biologia, protótipo é a forma ancestral ou primitiva de uma espécie ou outro grupo; um arquétipo. Por exemplo, o bichir do Senegal é considerado como os protótipos de seu gênero, Polypterus.